# Cephonodes virescens
Cephonodes virescens är en fjärilsart som beskrevs av Hans Daniel Johan Wallengren 1865. Cephonodes virescens ingår i släktet Cephonodes och familjen svärmare. Inga underarter finns listade i Catalogue of Life.